# Torgny Lindgren (numismatiker)
Axel Torgny Lindgren, född 20 oktober 1905 i Örebro, död 27 augusti 1984, var en svensk riksbankstjänsteman och numismatiker.
Efter studentexamen 1924 blev Lindgren tjänsteman vid Sveriges riksbank 1929 och var bankokommissarie 1955–68. Han blev filosofie doktor vid Uppsala universitet 1975. Han var ordförande i Svenska numismatiska föreningen 1953–61 och blev hedersledamot 1965. Han blev korresponderande ledamot av Vitterhetsakademien 1953 och tilldelades medaljen Illis Quorum av åttonde storleken 1966. 